# Titularbistum Tauromenium
Tauromenium (ital.: Taormina) ist ein Titularbistum der römisch-katholischen Kirche. 
Es geht zurück auf ein untergegangenes Bistum des antiken Orts Taormina in Sizilien. Es gehörte der Kirchenprovinz Syrakus an.
| Titularbischöfe von Tauromenium |                                                                     |                                                      |                |                   |
| Nr.                             | Name                                                                | Amt                                                  | von            | bis               |
| 1                               | Jean Guénolé Louis Marie Daniélou SJ Titularerzbischof pro hac vice | Dekan des Instituts Catholique de Paris (Frankreich) | 11. April 1969 | 28. April 1969    |
| 2                               | Robert Emmet Lucey Titularerzbischof pro hac vice                   | emeritierter Bischof von San Antonio (USA)           | 23. Mai 1969   | 31. Dezember 1970 |
| 3                               | Edoardo Rovida Titularerzbischof pro hac vice                       | Apostolischer Nuntius                                | 31. Juli 1971  |                   |